# Občina Hrpelje - Kozina
Občina Hrpelje - Kozina je ena od brkinsko-kraških občin v Republiki Sloveniji. Po statistični razdelitvi Slovenije spada v južnoprimorsko regijo.

## Naselja v občini
Artviže, Bač pri Materiji, Beka, Brezovica, Brezovo Brdo, Golac, Gradišče pri Materiji, Gradišica, Hotična, Hrpelje, Javorje, Klanec pri Kozini, Kovčice, Kozina, Krvavi Potok, Markovščina, Materija, Mihele, Mrše, Nasirec, Obrov, Ocizla, Odolina, Orehek pri Materiji, Petrinje, Poljane pri Podgradu, Povžane, Prešnica, Ritomeče, Rodik, Rožice, Skadanščina, Slivje, Slope, Tatre, Tublje pri Hrpeljah, Velike Loče, Vrhpolje